# Мартиненко Олександр Вікторович
Олександр Вікторович Мартиненко (нар. 8 січня 1970) — радянський та казахський футболіст та футбольний функціонер, виступав на позиції півзахисника.

## Кар'єра гравця
Народився в Чимкенті, вихованець місцевого футболу. Дорослу футбольну кар'єру розпочав у 1986 році в «дублі» чимкентського «Меліоратора». Натупного року був переведений до першої команди, але основним гравцем її так і не став. За два сезони, проведених у чимкентському колективі зіграв 25 матчів у другій союзній лізі. У 1989 році перейшов до РШВСМ. Дебютував у футболці алма-атинського колективу 31 серпня 1989 року в програному (1:3) виїзному поєдинку 25-о туру 8-ї зони Другої ліги проти джамбульського «Хіміка». Олександр вийшов на поле в стартовому складі та відіграв увесь матч. У складі РШВСМ також закріпитися не зумів, провів 3 матчі у Другій лізі та залишив команду. Наступного року знову захищав кольори «Меліоратора». У 1991 році перейшов до «Нафтовика» (Фергана). Дебютував у футболці «нафтовиків» 10 травня 1991 року в переможному (2:0) виїзному поєдинку 8-о туру Першої ліги проти баинського «Нефтчі». Мартиненко вийшов на поле на 85-й хвилині, замінивши Федіра Гаглоєва. Єдиним голом за «Нафтовик» відзначився 19 липня 1991 року на 55-й хвилині переможного (3:0) домашнього поєдинку 22-о туру Першої ліги прои чернівецької «Буковини». Олександр вийшов на поле в стартовому складі та відіграв увесь матч, а також отримав жовту картку. У складі команди з Фергани в Першій лізі зіграв 21 матч та відзначився 1 голом.
У 1992 році прийняв запрошення луганської «Зорі-МАЛСу», за яку дебютував 16 лютого 1992 року в переможному (3:1) виїзному поєдинку 1/32 фіналу кубку України проти очаківської «Артанії». Мартиненко вийшов на поле в стартовому складі та відіграв увесь матч. У першому розіграші Вищої ліги чемпіонату України дебютував 7 березня в програному (0:2) виїзному поєдинку 1-о туру підгрупи 2 проти дніпропетровського «Дніпра». Олександр вийшов на поле в стартовому складі та відіграв увесь матч. У складі луганського колективу зіграв 10 матчів у Вищій лізі та 1 поєдинок у кубку України. Влітку 1992 року виїхав до Росії, де підписав контракт з липецьким «Металургом». Дебютував у футболці «металургів» 23 серпня 1992 року в переможному (8:1) домашньому поєдинку 22-о туру західної зони Першої ліги проти тверської «Волги-Тріон». Мартиненко вийшов на поле в стартовому складі, а на 52-й хвилині його замінив В'ячеслав Ламонов. У складі липецької команди зіграв 8 матчів у Першій лізі російського чемпіонату.
У 1993 році переїхав до Фінляндії, де підписав контракт з місцевим «ЙііПее», за який того сезону в чемпіонаті відзначився 4-а голами. У 1994 році захищав кольори інших фінських клубів: ЮЯК, «Альянссі» (Вантаа) та «Каяанін Хака». По завершенні сезону 1994 року вирішив завершити кар'єру футболіста.

## Кар'єра футбольного функціонера
По завершенні кар'єри футболіста розпочав кар'єру футбольного функціонра. У 1998 році працював начальником команди в клубі «Томіріс», а в 2003 році був віце-президентом «Ордабаси».